# BiglyBT
BiglyBTは、VuzeからフォークされたBitTorrentクライアントである。JavaでプログラムされたFOSSであり、広告は含まれていない。

## 機能
BiglyBTは、前身であるVuzeの大部分の機能を備えている。ただし、Vuzeのプレミアム機能や独自機能、開発者が不要と見なした機能は削除されている。それらにはDVD書き込み、ゲームプロモーション、動画共有ネットワーク、インストーラーの広告などが含まれる。削除された機能の一部、たとえば埋め込みメディアプレーヤー、RSSスキャナー、iTunes統合などは、プラグインとしてダウンロード可能である。
BiglyBTの機能には、異なるトレントを用いて同一ファイルをダウンロードするスウォームマージ、タグ・ピアセット（例：国別）・ネットワーク（パブリックまたはI2P）・ピアによるダウンロード/アップロード速度の制限、VPNとの連携検出および統合、I2Pネットワークのサポート、TransmissionのRPCプロトコルに対応した任意のAndroidアプリを用いたリモート制御、「堅牢な設定」などが含まれる。これらの多くの機能は、同梱されたプラグインによって提供されている。

## 歴史
Vuzeの開発は2017年初頭に停止し、4月以降は新たなリリースやコミットが行われず、コンテンツネットワークの特集コンテンツも利用不可能となり、ウイルス定義の更新が行われていないとユーザーから報告された。主要な開発者であるpargとTuxPaperはプロジェクトを離れ、広告のないフォークであるBiglyBTに注力し、商業的な利害を排除することを目指した。彼らはVuzeのプレミアム機能や独自機能を削除し、プロジェクト全体をGNU General Public Licenseの下でライセンスした。
2017年12月、Android版BiglyBTが更新申請後にGoogle Playから拒否された。理由はアプリ説明に「other brands: Bittorrent」と記載されていたためであった。開発者はこれに驚いたが、「BitTorrent」という記述をすべて「torrent」に置き換えたことでアプリは再びGoogle Playに復帰した。
2020年9月22日にリリースされたバージョン2.5では、BitTorrentプロトコルのバージョン2をサポートし、これを実装した最初のBitTorrentクライアントとなった。新しいプロトコルでは、ファイル単位のハッシュなどの改良されたチェックサムが導入され、スウォームマージがより効果的に行えるようになった。BiglyBTはlibtorrentを使用していないが、このライブラリは2020年9月7日にリリースされたバージョン2.0でこの機能を数週間先行して実装していた。しかし、このライブラリを使用するクライアントは、BiglyBTの更新時点ではその機能をまだ取り入れていなかった。

## 評価
2020年4月、TorrentFreakはBiglyBTを市場シェア0.3%で10番目に人気のあるBitTorrentクライアントとした。
レビュアーは、Javaを使用しているためにコンピューターリソースの消費量が多い点に言及しつつも、多数の機能を評価し、スウォームマージ機能やオプションの多さを称賛した。PCMagのウィットソン・ゴードンは、BiglyBTを「求めるなら機能満載」と表現した。